# Mesembryanthemum springbokense
Mesembryanthemum springbokense är en isörtsväxtart som beskrevs av Klak. Mesembryanthemum springbokense ingår i Isörtssläktet som ingår i familjen isörtsväxter. Inga underarter finns listade i Catalogue of Life.